# Arrano Beltza

Arrano Beltza

Arrano Beltza (baskisch für schwarzer Adler) ist ein altes Hoheitssymbol des Königreiches Navarra. Es wird, insbesondere als Flagge auf gelbem Grund, von baskisch-linksnationalistischen Kreisen als Symbol für das ganze Baskenland verwendet. Die Flagge wird von diesen Kreisen häufig der offiziellen Flagge der Autonomen Gemeinschaft Baskenland, der Ikurriña, als älteres Symbol vorgezogen.
Der Arrano Beltza war das Signum König Sanchos VII. des Starken von Navarra (1194 bis 1234).